# Burnt Store Marina
Burnt Store Marina è un census-designated place (CDP) degli Stati Uniti d'America, situato nella contea di Lee, Florida.